# زن طراح
زن طراح (انگلیسی: Designing Woman) یک فیلم کمدی رمانتیک آمریکایی در سال ۱۹۵۷ است. وینسنت مینلی کارگردانی آن را بر عهده داشته‌است و داستان فیلم در مورد دو جوان تازه ازدواج کرده‌ است.
در این فیلم، گریگوری پک، لورن باکال و دولورس گری حضور دارند. این فیلم برای جرج ولز جایزهٔ اسکار بهترین فیلم‌نامهٔ غیراقتباسی را به ارمغان آورد.